# Sophie Chang
Sophie Chang (* 28. Mai 1997 in Baltimore, Maryland) ist eine US-amerikanische Tennisspielerin.

## Karriere
Sophie Chang spielt hauptsächlich Turniere auf der ITF Women’s World Tennis Tour, bei der sie bislang vier Einzel- und 24 Doppeltitel gewinnen konnte. Weiters gewann Chang 2022 ihren bislang einzigen WTA-Titel im Doppel in Hamburg gemeinsam mit Angela Kulikov. 

## Turniersiege

### Einzel
| Nr. | Datum           | Turnier    | Kategorie   | Belag     | Finalgegnerin | Ergebnis       |
| --- | --------------- | ---------- | ----------- | --------- | ------------- | -------------- |
| 1.  | 11. März 2018   | Orlando    | ITF $15.000 | Sand      | Astra Sharma  | 6:3, 7:66      |
| 2.  | 16. Januar 2022 | Vero Beach | ITF W25     | Sand      | Wera Lapko    | 6:1, 1:6, 6:2  |
| 3.  | 19. Juni 2022   | Sumter     | ITF W25     | Hartplatz | Hanna Chang   | 6:2, 4:6, 7:65 |
| 4.  | 21. Juli 2024   | Evansville | ITF W75     | Hartplatz | Mary Stoiana  | 4:6, 7:65, 6:3 |

### Doppel
| Nr. | Datum              | Turnier         | Kategorie   | Belag             | Partnerin           | Finalgegnerinnen                        | Ergebnis           |
| --- | ------------------ | --------------- | ----------- | ----------------- | ------------------- | --------------------------------------- | ------------------ |
| 1.  | 25. Mai 2014       | Sumter          | ITF $10.000 | Hartplatz         | Andie K. Daniell    | Sonja Molnar Caitlin Whoriskey          | 6:1, 6:3           |
| 2.  | 6. Juni 2015       | Bethany Beach   | ITF $10.000 | Sand              | Andie K. Daniell    | Ellen Perez Belinda Woolcock            | 6:4, 6:1           |
| 3.  | 11. Juni 2016      | Bethany Beach   | ITF $10.000 | Sand              | Alexandra Mueller   | Weronika Miroschnitschenko Sofia Sewing | 6:1, 6:4           |
| 4.  | 23. Juli 2016      | Evansville      | ITF $10.000 | Hartplatz         | Alexandra Mueller   | Brynn Boren Keri Wong                   | 6:1, 6:4           |
| 5.  | 21. Januar 2017    | Orlando         | ITF $25.000 | Sand              | Madeleine Kobelt    | Paula Kania Katarzyna Piter             | 6:3, 3:6, [10:6]   |
| 6.  | 13. August 2017    | Landisville     | ITF $25.000 | Hartplatz         | Alexandra Mueller   | Xenija Lykina Emily Webley-Smith        | 4:6, 6:3, [10:5]   |
| 7.  | 29. April 2018     | Charlottesville | ITF $80.000 | Sand              | Alexandra Mueller   | Ashley Kratzer Whitney Osuigwe          | 3:6, 6:4, [10:7]   |
| 8.  | 6. Oktober 2018    | Charleston      | ITF $25.000 | Sand              | Alexandra Mueller   | Hsu Chieh-yu Gabriela Talabă            | 6:4, 6:4           |
| 9.  | 25. September 2021 | Fort Worth      | ITF W25     | Hartplatz         | Amy Zhu             | Rasheeda McAdoo Ivana Popovic           | 4:6, 6:3, [10:8]   |
| 10. | 3. Oktober 2021    | Berkeley        | ITF W60     | Hartplatz         | Angela Kulikov      | Liang En-shuo Lu Jiajing                | 6:4, 6:3           |
| 11. | 16. Januar 2022    | Vero Beach      | ITF W25     | Sand              | Allie Kiick         | Anna Rogers Christina Rosca             | 6:3, 6:3           |
| 12. | 5. Februar 2022    | Rome            | ITF W60     | Hartplatz (Halle) | Angela Kulikov      | Emina Bektas Tara Moore                 | 6:3, 62:7, [10:7]  |
| 13. | 17. April 2022     | Palm Harbor     | ITF W100    | Sand              | Angela Kulikov      | Irina Bara Lucrezia Stefanini           | 6:4, 3:6, [10:8]   |
| 14. | 23. April 2022     | Charlottesville | ITF W60     | Sand              | Angela Kulikov      | Valentini Grammatikopoulou Alycia Parks | 2:6, 6:3, [10:4]   |
| 15. | 28. Mai 2022       | Orlando         | ITF W60     | Hartplatz         | Angela Kulikov      | Hanna Chang Elizabeth Mandlik           | 6:3, 2:6, [10:6]   |
| 16. | 23. Juli 2022      | Hamburg         | WTA 250     | Sand              | Angela Kulikov      | Miyu Katō Aldila Sutjiadi               | 6:3, 4:6, [10:6]   |
| 17. | 14. August 2022    | Landisville     | ITF W100    | Hartplatz         | Anna Danilina       | Han Na-lae Jang Su-jeong                | 2:6, 7:64, [11:9]  |
| 18. | 22. April 2023     | Charleston      | ITF W100    | Sand              | Angela Kulikov      | Ashlyn Krueger Robin Montgomery         | 6:3, 6:4           |
| 19. | 29. April 2023     | Charlottesville | ITF W60     | Sand              | Yuan Yue            | Nao Hibino Fanny Stollár                | 6:3, 6:3           |
| 20. | 9. Juni 2023       | Surbiton        | ITF W100    | Rasen             | Yanina Wickmayer    | Alicia Barnett Olivia Nicholls          | 6:4, 6:1           |
| 21. | 29. Juli 2023      | Dallas          | ITF W60     | Hartplatz         | Ashley Lahey        | Makenna Jones Jamie Loeb                | 6:2, 6:2           |
| 22. | 12. August 2023    | Landisville     | ITF W100    | Hartplatz         | Julija Starodubzewa | Olivia Gadecki Mai Hontama              | kampflos           |
| 23. | 15. Juni 2024      | Guimarães       | ITF W75     | Hartplatz         | Rasheeda McAdoo     | Francisca Jorge Matilde Jorge           | 7:66, 62:7, [10:5] |
| 24. | 29. September 2024 | Templeton       | ITF W75     | Hartplatz         | Rasheeda McAdoo     | Carmen Corley Rebecca Marino            | 1:6, 6:2, [10:4]   |
| 25. | 20. Oktober 2024   | Macon           | ITF W100    | Hartplatz         | Katarzyna Kawa      | Ingrid Gamarra Martins Quinn Gleason    | 7:5, 6:4           |
| 26. | 1. Februar 2025    | Rome            | ITF W75     | Hartplatz (Halle) | Angela Kulikov      | Whitney Osuigwe Eva Vedder              | 7:63, 6:4          |